# Кхмерская Республика
Кхмерская Республика (кхмер. សាធារណរដ្ឋខ្មែរ, фр. République khmère) — проамериканский националистический политический режим в истории Камбоджи. Провозглашена Национальным собранием, нижней палатой парламента, 9 октября 1970 года. Возглавлял республику высокопоставленный офицер и чиновник Лон Нол, используя диктаторские методы: репрессировал оппозицию, ущемлял китайскую общину. Проиграв гражданскую войну, 17 апреля 1975 года руководство республики капитулировало перед войсками Национального единого фронта Кампучии.

## Предпосылки создания республики

### Правление Нородома Сианука

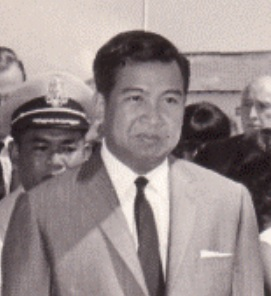
Нородом Сианук

В 1960 году умер король Камбоджи Нородом Сурамарит. После смерти монарха был создан пост главы государства. По итогам прямых всеобщих выборов пост занял сын умершего короля Нородом Сианук. Сианук постепенно расширял личную власть. Его необдуманные управленческие решения сильно ухудшили положение дел в экономике. Сианук национализировал банки и внешнюю торговлю, отказался от иностранной помощи и бросил силы на рост госсектора. Разросся чиновничий аппарат. Страна тратила до 60 % бюджета на содержание госслужащих.
Во внешней политике Сианук стремился сотрудничать одновременно с Западом и с социалистическими странами, требуя международного признания нейтралитета Камбоджи. В 1963 году, во время Вьетнамской войны, глава государства отверг помощь США из-за усиления американского влияния в стране. В 1965 году Сианук разорвал дипломатические отношения с США и заключил тайные договоры с КНР и Северным Вьетнаном о размещении в стране вьетнамских солдат. В том же году американские бомбардировки приграничных территорий Камбоджи, где проходили пути снабжения партизан НФОЮВ, ещё больше накалили ситуацию в камбоджийском обществе.

### Оппозиция
Недовольные малоэффективным и коррумпированным режимом Сианука объединились в два оппозиционных лагеря — левый и правый.
К середине 1960-х годов в Камбодже набрали популярность коммунисты. Коррупция, произвол властей, победа на выборах 1966 года правых политиков и связанный с ней раскол элит подготовили почву для свержения Сианука. Ряды левых охватили экстремистские взгляды. В марте 1967 году нелегальная Народная революционная партия Камбоджи выступила за вооружённый захват власти.
Первое вдохновлённое коммунистической агитацией Шаблон:Восстание Самлаута вспыхнуло в апреле 1967 года в коммуне Самлаут провинции Баттамбанг. Местные крестьяне были обозлены зависимостью от ростовщиков и расселением кхмерских беженцев из Южного Вьетнама, которым армия помогала в освоении земель и строительстве жилья. Ситуацию усугубили чиновники, рни принуждали крестьян продавать рис по заниженным ценам и задерживали плату. Восставшие напали на военных. Государство не успело разбить повстанцев. Волнения распространялись по стране. Многие восставшие вступили в боевые отряды коммунистов.
Правые политики ратовали за многопартийную демократию, свободу бизнеса, антикоммунизм, союз с США и вывод баз ДРВ. Правых поддерживали СМИ и богатые горожане. После выборов 1966 года правые политики преобладали в правительстве и Национальном собрании. На фоне критики СМИ политики Сианука правое правительство во главе с генералом Лон Нолом сближалось с Соединёнными Штатами. Американцы, заинтересованные в вытеснении противника из Камбоджи, поддерживали политику правительства.
Командование армии тоже было союзником правых. Офицеры требовали улучшить условия жизни военных, увеличить расходы на оборону, побороть коррупцию. Сианук относился к армии с безразличием: урезал военные бюджеты, заставлял солдат заготавливать рис и осваивать земли в глухих провинциях. Глава государства критиковал армию за излишнюю жестокость при подавлении крестьянских беспорядков.

### Свержение Сианука

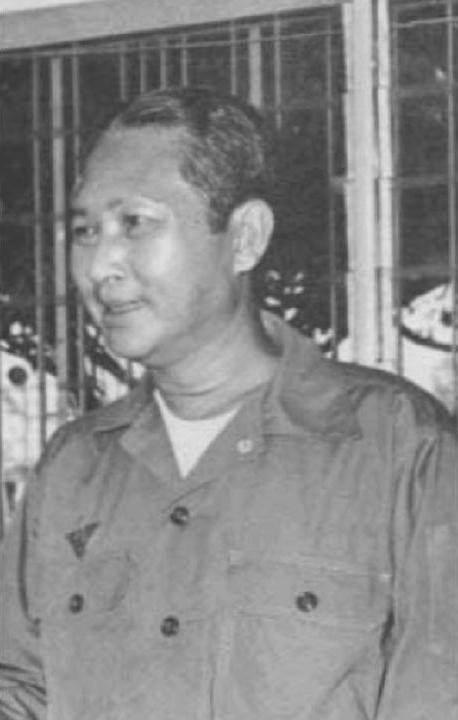
Лон Нол

18 марта 1970 года группа офицеров и правых политиков под руководством премьер-министра Лон Нола и министра Сирика Матака совершила государственный переворот. В тот день в Пномпене объявили осадное положение. Под предлогом нестабильности в стране депутаты Национального собрания наделили правительство Лон Нола чрезвычайными полномочиями и через вотум недоверия отстранили Сианука от власти. Тогда глава государства находился в зарубежной поездке. По мнению доктора исторических наук Дмитрия Мосякова, правые увидели в дипломатической активности Сианука его желание бороться за власть в стране и действовали на опережение, заручившись поддержкой ЦРУ.
О волнениях в Камбодже Сианук узнал в Москве. Он попросил председателя Совета министров СССР Алексея Косыгина разрешить ему на время остаться в СССР. Но тот посоветовал вылететь в Пекин, откуда было легче влиять на процессы в стране.
23 марта 1970 года в Пекине Сианук осудил захват власти, распустил правительство и парламент Камбоджи, заявил о создании Национального единого фронта и Национально-освободительной армии. Компартия Камбоджи и бежавшие после переворота соратники Сианука поддержали его. В мае того же года был создан Национальный единый фронт Камбоджи (НЕФК). Фронт объявил США «хитрым и опасным противником», Лон Нола и Сирика Матака — «предателями родины». Организация поставила себе задачу свергнуть «фашистский и расистский режим».

## Внутренняя политика

### Реакция на переворот
После переворота новый режим столкнулся с волнениями. В сельских провинциях крестьяне, традиционно почитавшие членов монаршей семьи, были недовольны свержением Сианука. Только в провинции Кампонгтям против переворота протестовали 25 тысяч крестьян. Они убили присланных режимом чиновников и направились в столицу. Военные открыли огонь по протестующим и убили 27 человек.
Иная реакция была у городской молодёжи и интеллигенции. 10 тысяч учащихся прошли по улицам Пномпеня в поддержку переворота. Три молодёжных батальона из шести тысяч добровольцев защищали столицу от беспорядков. Многие деятели культуры критиковали Сианука и приветствовали смену власти.

### Новый режим
Номинальным главой страны стал председатель Национального собрания Ченг Хенг. После переворота новая власть объявила амнистию. Были созданы три новые партии: Социал-республиканская (лидер — Лон Нол), Республиканская (Сирик Матак) и Демократическая (Ин Там). Партии должны были служить опорой новой демократической системе. На деле их программы мало отличались друг от друга, а сами партии не имели сильного влияния на жизнь страны. Настоящая власть принадлежала армии во главе с Лон Нолом. Под ширмой «демократизации» 9 октября 1970 года Национальное собрание создало Кхмерскую Республику. В том же месяце депутаты отменили введённый Сиануком День независимости от Франции, отмечаемый 9 ноября, и объявили праздником день создания республики. Режим развернул критику бывшего главы государства как безвольного проводника интересов КНР.
Через год — 18 октября — Лон Нол преобразовал парламент в Учредительное собрание, обязанное создать новую конституцию. Спустя несколько дней Лон Нол заявил о режиме военной диктатуры. Он ввёл чрезвычайное положение, приостановил демократические свободы, вывел из состава правительства критиков и соперников. Захват власти Лон Нол аргументировал подрывной работой групп, которые «мешали мобилизации всех сил на борьбу с врагом». После этого Лон Нол подчинил полицию армии, создал сеть подотчётных только ему комитетов для контроля над страной.
В марте 1972 года Лон Нол объявил себя президентом, но не оставил посты главнокомандующего армией и премьер-министра. Негативная реакция столицы на узурпацию власти была настолько резкой, что Лон Нол объявил о «новом этапе пути к демократии». 30 апреля режим провёл на подконтрольных территориях референдум об одобрении новой конституции. В голосовании приняли участие 14 % населения Камбоджи. 4 июня прошли президентские выборы, 3 сентября избрали состав Национального собрания, 17 сентября — Сената. Республиканская и демократическая партии бойкотировали выборы. Пост президента занял Лон Нол, а все места в Национальном собрании — Социал-республиканская партия. Лон Нол также присвоил себе звание маршала.
В 1973 году Лон Нол посадил Сирика Матака и нескольких членов королевской семьи под домашний арест. Причиной репрессий послужили слухи об угрозе его власти со стороны Матака.

### Национализм
Режим Лон Нола использовал недоверие кхмеров к вьетнамцам и китайцам в своих целях. Китайцы — большое национальное меньшинство в Камбодже. В 1970 году в семимиллионной стране жили 400 тысяч китайцев. Китайская община имела политическое и экономическое влияние. С приходом к власти Лон Нола её положение ухудшилось. Он открыто заявлял о недоверии китайцам, закрывал китайские школы и газеты под видом борьбы с распространением «коммунистической пропаганды». Для контроля над китайцами режим создал «Федеративное землячество китайцев Кампучии». Организация развивала контакты с Китайской республикой и мешала связям китайцев с соотечественниками из КНР. Любой человек китайского происхождения был обязан состоять в ней.
Правительство Лон Нола ввело для китайцев отдельные удостоверения личности, обложило их специальным налогом, принуждало богатых китайцев жертвовать деньги армии. Для борьбы с пропагандой НЕФК Лон Нол критиковал китайцев за якобы неуважение кхмерской культуры. Разозлённое население громило китайские лавки в Пномпене, Баттамбанге и Свайриенге, несколько человек китайского происхождения погибли. Напуганные беспорядками китайцы скрывали своё происхождение и не говорили на родном языке, чтобы избежать репрессий.
Под предлогом защиты буддизма от коммунизма Лон Нол втянул монашество в политику. Сангха раскололась: ряд монахов поддержали республику и расправу над оппозицией, из-за чего репутация монашества пострадала.

### Борьба за умы селян
Режим разработал экономическую программу «новых взглядов». В её приоритетах были свобода предпринимательства, приватизация ранее национализированных предприятий, защита иностранных инвестиций, возрождение частных банков. Она была полезна горожанам, но не основному населению аграрной страны. Крестьянам обещали только стабильные цены и рынки для сбыта урожая. Режим не замечал зависимость крестьян от ростовщиков, несправедливые ставки аренды земли, не планировал увеличивать кредиты для развития хозяйств. Причины крестьянских волнений власти списывали на происки Северного Вьетнама и коммунистов.

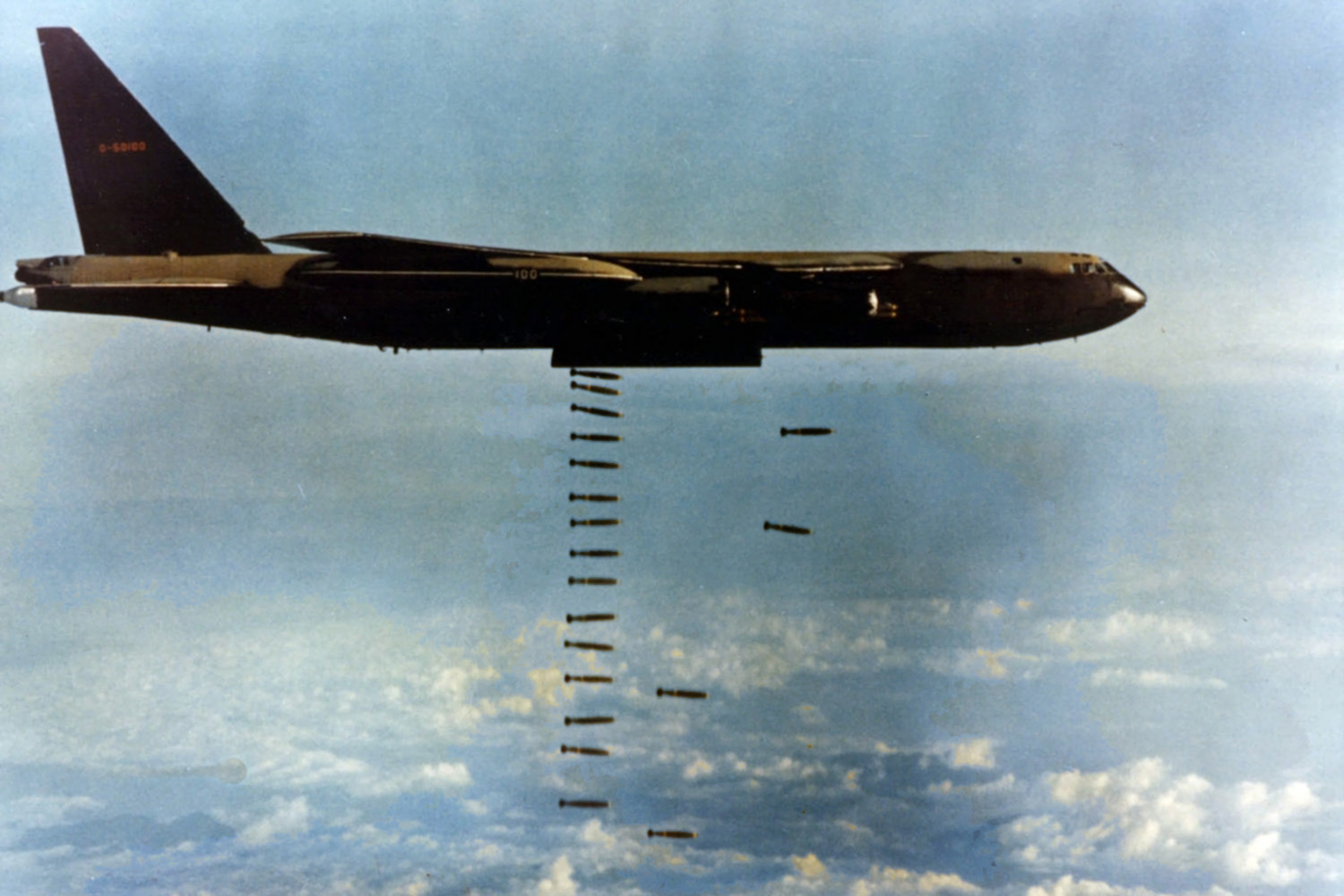
Американский бомбардировщик над Индокитаем

Крестьяне считали, что они ограблены горожанами. Ненависть крепла, когда режим отправлял на борьбу с восставшими крестьянами «группы действия», набираемые из горожан. При этом власти пытались изменить отношение деревни к городу, опередить агитаторов-коммунистов в борьбе за умы селян. Учителя и студенты отправлялись в деревенские районы с задачей выяснить нужды крестьян, найти местных авторитетных людей для укрепления влияния правительства. Замысел провалился. Добровольцы старались, но скупое финансирование не дало результатов. Пропаганда коммунистов оказалась сильнее. В 1970—1972 годах коммунисты освобождали крестьян от налогов, обещали равенство и возврат к традициям.
Когда режим потерял основные сельские районы, он создал вокруг столицы и провинциальных центров «зоны безопасности», где разместил фермы для обеспечения питания горожан и беженцев от войны и американских «ковровых» бомбардировок. Программа потерпела неудачу: государство отменило кредитование крестьянских кооперативов, не хотело напрямую покупать рис, не хватало удобрений и техники. Сельское хозяйство разваливалось, власти начали закупать рис в США и Южном Вьетнаме, но его было недостаточно. Департамент сельского хозяйства США выделил республике кредит на 274 млн долларов на закупку продовольствия, но Лон Нол потратил большую часть денег на армию. За четыре года войны цены на рис увеличились в тридцать раз. В Пномпене начался голод. За последние пять месяцев войны 15 тысяч жителей столицы умерли от недоедания.

## Внешняя политика
При Сиануке отношения страны с СССР не были безоблачными. Сианук долго не хотел принимать советского посла, занял сторону Китая в идеологическом споре КНР и СССР, с издёвкой комментировал советскую политику. Страна не приютила свергнутого Сианука и не планировала рвать отношения с новым правительством Камбоджи. В телеграмме Косыгину Лон Нол заверил того о желании сохранить «советско-кхмерскую дружбу» ради «наивысшего блага наших народов». В мае СССР признал режим и сохранил посольство. В 1972 году Советский Союз продлил договор о торговом и экономическом сотрудничестве с Камбоджей. В 1973 году пресса республики писала об официальном приглашении кхмерских спортсменов в СССР. Но в декабре того же года Советский Союз проголосовал за то, чтобы Камбоджу в ООН представлял посланник Сианука. При этом лишь в феврале 1975 года Москва прервала контакты с режимом Лон Нола.
Коммунистический Вьетнам сразу поддержал Сианука. Премьер-министр республики Фам Ван Донг убедил его бороться за власть. Позиция Северного Вьетнама повлияла на руководство КНР. Поначалу Китай был готов признать режим Лон Нола, имевшего связи в Пекине. Но в итоге страна поддержала Сианука и разорвала дипломатические отношения с режимом. Тогда президент Китайской республики Чан Кайши направил в Пномпень посланника для сотрудничества. Тесным контактам между странами помешали США, которые стремились наладить отношения с КНР. Поэтому Китайская республика только создала военную миссию для тренировки кхмерских военных.

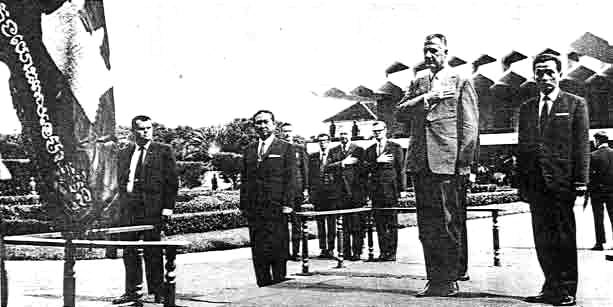
Делегация США в Пномпене

Лон Нол сотрудничал с США, рассчитывая выиграть гражданскую войну американским вторжением. 19 марта 1970 года США признали новую власть, а 30 марта президент Ричард Никсон разрешил американским войскам в Южном Вьетнаме вторгнуться в Камбоджу и Лаос «в случае военной необходимости». Через несколько дней после переворота правительство закрыло порт Сиануквиль для судов с оружием для вьетнамцев и призвало ДРВ и НФОЮВ к переговорам о выводе вьетнамских солдат из Камбоджи.
Лон Нола поддержала Франция. 1 апреля 1970 года Франция призвала к созданию международной конференции для признания режима.
В марте 1972 года республика попросила ЮНЕСКО включить храмы и руины Ангкора и Пном-Крома в Международный реестр культурных ценностей, находящихся под специальной защитой. Египет, Куба, Югославия и Румыния отвергли обращение, мотивируя это тем, что режим Лон Нола не представляет Камбоджу.
Кхмерская республика несколько раз обращалась в АСЕАН за членством, но ассоциация не хотела принимать страну, где идёт война.

## Гражданская война

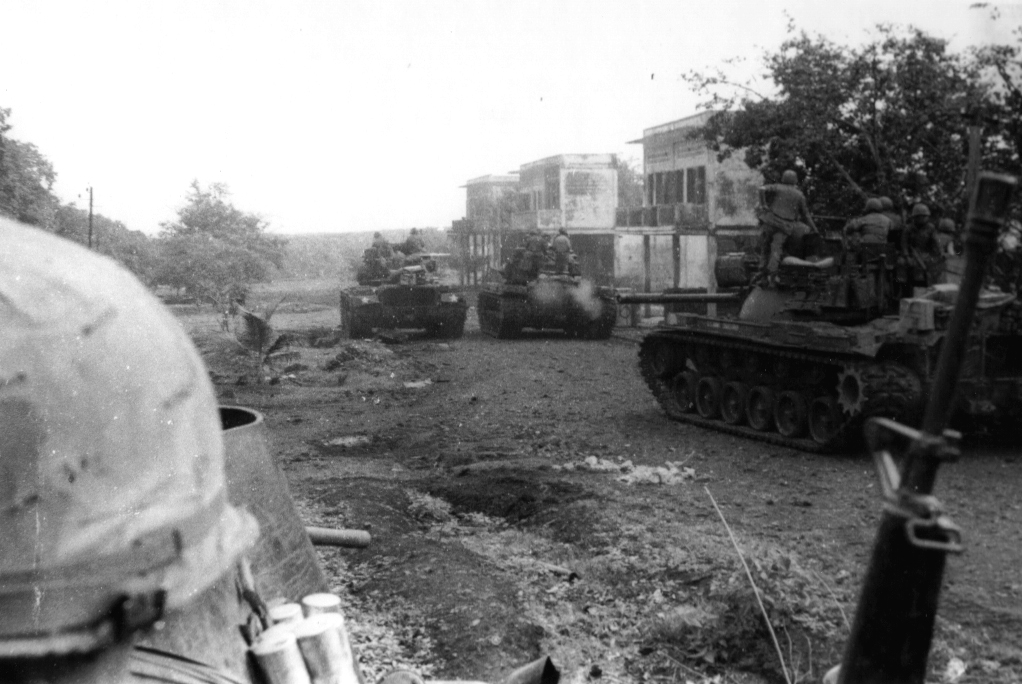
Американские войска в Камбодже

После переворота армия Камбоджи атаковала базы ДРВ и камбоджийских коммунистов на северо-востоке страны. Коммунистическая партия Камбоджи (новое название Народной революционной партии) официально запросила помощи у Северного Вьетнама. Войска ДРВ отбили атаку и пошли в наступление. В апреле 1970 года бои охватили восток и центр Камбоджи. Армия режима оказалась неэффективной против войск Северного Вьетнама. Тогда правительство обратилось к США за оружием и снаряжением. Угроза свержения Лон Нола вынудила Соединённые Штаты и Республику Вьетнам вторгнуться в Камбоджу: 50 тысяч солдат вошли на территорию страны и остановили наступление ДРВ. Тем временем Конгресс США заставил американские войска покинуть Камбоджу, в которой остались 40 тысяч солдат Южного Вьетнама.
При финансовой помощи США кхмерская армия выросла до 200 тысяч бойцов с современным оружием. Лон Нол выиграл время, перегруппировал войска и организовал несколько наступательных операций, которые окончились неудачей. Соединённые Штаты вывели войска, но помогали авиацией: за три года ВВС США сбросили на Камбоджу 500 тысяч тонн бомб, погибли десятки тысяч людей.
В 1971 году НЕФК и ДВР контролировали 70 % страны. Офицеры кхмерской армии продавали оружие противникам и фиктивно расширяли штаты ради дополнительного финансирования. Потерпев неудачу в войне, режим надеясь вступить в переговоры с партизанами и ожидал вывода войск ДРВ по условиям Парижской мирной конференции. В январе 1973 года Лон Нол отдал приказ об одностороннем прекращении наступления. К тому моменту это был лишь пропагандистский приём: армия республики только оборонялась. Свои военные промахи режим объяснял якобы продолжающимся присутствием северовьетнамцев в стране. Вместе с тем были успехи: летом 1973 года кхмерская армия отстоял Пномпень, а осенью того же года — провинциальный центр Кампонгтям.
Американская помощь сокращалась, в республике царили пораженческие настроения. 1 апреля 1975 года Лон Нол со свитой из 30 генералов и чиновников бежал из Пномпеня на американскую базу Утапао в Таиланде. Председатель сената Сау Кхам Кхой остался в столице за исполняющего обязанности президента. Часть сановников режима отказались покинуть страну и обвинила США во втягивании Камбоджи в войну и предательстве республики, когда война стала для США слишком тяжёлой. Когда посол Соединённых Штатов покинул Пномпень, американская помощь вовсе прекратилась.
Власти республики заявили о прекращении работы парламента и партий. 17 апреля в столицу вошла Национально-освободительная армия НЕФК. Руководство республики капитулировало. Сирик Матак, Лонг Борет, Лон Нон и ещё десятки чиновников были расстреляны.